# Roger Piantoni
Roger Piantoni (Étane Meuse, 26 de dezembro de 1931 — Nancy, 26 de maio de 2018) foi um futebolista francês que jogou profissionalmente na década de 50, considerado um dos melhores jogadores franceses de seu tempo.

## Carreira
Roger Piantoni é considerado um dos melhores futebolistas franceses de todos os tempos, e jogou na grande equipa do Stade de Reims, nos Nantes, e também no OGC Nice. Na sua juventude jogou também no US Piennes. Embora de estatura um pouco mais baixa do que a média, Piantoni destacou-se na arte da finta e de marcar golos; ao todo marcou mais de 200 golos na sua carreira. Internacionalmente, jogou 38 pela Seleção Nacional Francesa, marcando 18 golos 

## Títulos
- 3º Lugar no Campeonato do Mundo '58
- Finalista da Liga dos Campeões 1956
- Campeão da Primeira Divisão Francesa (1958, 1960 e 1962)
- Melhor Marcador da Ligue 1 em 1951 e 1961